# Kloster Écurey
Das Kloster Écurey (Écurey-en-Barrois; Escuraium) ist eine ehemalige Zisterzienserabtei in der Gemeinde Montiers-sur-Saulx im Département Meuse, Region Grand Est, in Frankreich.

## Geschichte
Das Kloster wurde 1144 von Geoffroy III., dem Herrn von Joinville, gestiftet, von Kloster Les Vaux-en-Ornois aus besiedelt und gehörte damit der Filiation der Primarabtei Morimond an. Es richtete die Grangien Corberoy, Baali, Froillet, Montionval, Thonnance (bei Joinville), les Ronchères, la Chapelle, la Grange-Allard, La Haye, le Haut-Bois, la Porte und La Forge sowie in Montiers Montgérard, Aigremont, la Tanchette und Grignancourt ein. Die Abtei baute die Eisenverarbeitung in Froillet und Rachecourt auf. Im 18. Jahrhundert wurde die Abtei umgebaut. Während der Französischen Revolution wurde das Kloster 1791 aufgelöst, großenteils abgebrochen und in einen landwirtschaftlichen Betrieb umgewandelt. 1834 wurde eine Gießerei errichtet.

## Bauten und Anlage
Vom Umbau im 18. Jahrhundert ist das Abtshaus erhalten. Das Gästehaus stammt aus dem Jahr 1746. Das Taubenhaus besitzt eine Wendeltreppe. Der Ehrenhof wird durch eine Balustrade halbkreisförmig geschlossen. In der Kirche St-Pierre-ès-Liens in Montiers-sur-Saulx sind mehrere Ausstattungsgegenstände, darunter zwei Gemälde von Baltazard aus dem Jahr 1775 (Hl. Bernhard und Verkündigung), erhalten. In dieser Gemeinde wird auch ein Teil der Klosterbibliothek aufbewahrt.